# Bouddhisme au Luxembourg
Le bouddhisme au Luxembourg fait référence à la pratique des enseignements de Bouddha dans ce pays. La diffusion du bouddhisme est récente : elle date des années 1980, avec l'ouverture du premier centre bouddhiste.

## Pratiquants
Il n'existe pas de chiffres officiels sur le nombre de pratiquants bouddhistes au Luxembourg. L'étude de janvier 2011 Religions au Luxembourg - Quelle évolution entre 1999-2008 ? , menée dans le cadre du Programme « European Values Study » le CEPS/INSTEAD (Centre d'Etudes de Populations, de Pauvreté et de Politiques Socio-Economiques / International Network for Studies in Technology) estime à 2,6 % de la population totale, le nombre de personnes d’appartenance religieuse non chrétienne. Il est donc fort probable que le nombre de bouddhistes soit inférieur à 1 % de la population totale estimée à 500 000 habitants, c'est-à-dire moins de 500 personnes toutes obédiences confondues.

## Histoire
Le bouddhisme a commencé à s'établir au Luxembourg dans les années 1990 avec la fondation de quelques centres de la tradition Nyingmapa (incluant le Dzogchen) du bouddhisme tibétain, ainsi que de centres de bouddhisme Zen.
D'après Le Quotidien, le premier centre bouddhiste remonte aux années 1980. En 1999, le Dzogchen Centre Luxembourg a été créé à Luxembourg, sous l'impulsion de dix bouddhistes laïcs, dont un nGakpa des lignées himalayennes (Lama Kunzang / Pascal Treffainguy). Le culte du bouddhisme tibétain y est pratiqué quotidiennement, ainsi que des conférences et des stages de techniques bouddhiques comme le Showa-do, la psychologie bouddhique et le Reiki. Ouvert aux autres traditions religieuses mais d'orientation plutôt guénonienne, des cours sur la tradition pérenne et les autres traditions spirituelles sont organisés. Ce centre a été déplacé en 2000 dans le quartier Limpertsberg, puis à Luxembourg campagne.
Un autre centre, par scission et sous l'impulsion d'un Lama de Bruxelles a vu le jour en 2001 : le Dzogchen Chedrup Darjé Ling de Lama Ranyak Patrul Rimpoché, situé à Howald. 
Un centre de pratique Zen a ouvert près de la Place d'Argent à Luxembourg-Ville. Une enquête journalistique, publiée en avril 2009, fait le point sur la question (article en ligne et autre article dans un quotidien).
Un centre de pratique Zen Sōtō, affilié à la A.Z.I. (Association Zen Internationale) est ouvert dans la rue Origer à Luxembourg-ville.

## Sources
1. 1 2  Article dans Le Quotidien du 8 avril 2009
2. ↑  CAHIERS DU CEPS/INSTEAD : Religions au Luxembourg-Quelle évolution entre 1999-2008 ?.